# Söller Bach
Der Söller Bach, im Unterlauf auch Lambach, ist ein Fließgewässer hauptsächlich im bayerischen Landkreis Rosenheim.

## Verlauf
Der Bach entsteht im Lienzinger Filz im Grundlosen See und ist dort durch Gräben mit dem Moosbach bzw. Lienzinger Bach verbunden. Er fließt nordostwärts am Weiler Söll vorbei, macht einen Knick nach Osten und mündet bei Lambach (Seeon-Seebruck) in den Chiemsee.